# Градишче (Шкофљица)
Градишче (словен. Gradišče) је насељено место у општини Шкофљица, Средњесловенска регија, Словенија.

## Историја
До територијалне реорганизације у Словенији било је у саставу града Љубљане, односно старе општине Вич–Рудник.

## Становништво
У попису становништва из 2011. године, Градишче је имало 752 становника.
| Број становника према пописима | Број становника према пописима | Број становника према пописима |
| ------------------------------ | ------------------------------ | ------------------------------ |
| 1991                           | 2002                           | 2011                           |
| 85                             | 484                            | 752                            |

Напомена: До 1955. исказивано под именом Градишче, а од 1955. до 2009. под именом Градишче над Пијаво Горицо, када му враћа стари назив.